# 酒井美沙乃
酒井 美沙乃（さかい みさの、5月29日 - ）は、日本の女性声優。東京都出身。ラクーンドッグ預かり。

## 人物
女子サッカー（ポジションはディフェンダー）を10年間やっていた。趣味はフットサル、メイク。特技はリフティング。

## 出演

### テレビアニメ
2019年
- 真夜中のオカルト公務員（妖精）

2021年
- さよなら私のクラマー（小紫佐織、女子生徒）

2022年
- 最遊記RELOAD -ZEROIN-（村人）

2025年
- 君のことが大大大大大好きな100人の彼女（サブゴリラC）
- どうせ、恋してしまうんだ。
- 沖縄で好きになった子が方言すぎてツラすぎる（子供）
- 華Doll*-Reinterpretation of Flowering-（Antholicたち）
- 地獄先生ぬ〜べ〜 (2025)（サッカー部員、男子、遠藤成実、友人、通行人）

### 劇場アニメ
- 映画 さよなら私のクラマー ファーストタッチ（2021年、戸塚10番）
- 劇場版IDOL舞SHOW（2022年、安奈あき[4]）
- すずめの戸締まり（2022年）

### ゲーム
2021年
- ブラウンダスト（オデラ）
- タイムディフェンダーズ（ナオコ）
- 鬼滅の刃 ヒノカミ血風譚

2022年
- ユグドラ・レゾナンス（イザベラ）
- 燐光のレムリア 星空の絆（クリス）
- メイプルストーリー（アークメイジ〈火、毒〉〈女〉、キャノンシューター〈女〉）
- 東方ダンマクカグラ（蘇我屠自古）
- LACKGIRL I - “Astra inclinant, sed non obligant.”（ヘイゼル）

2023年
- OCTOPATH TRAVELER II
- ユグドラリバース（イザベラ）

2024年
- クイズRPG 魔法使いと黒猫のウィズ（ゼビュア）

2025年
- ブラウンダスト2（ジェニス）
- プロジェクトセカイ カラフルステージ! feat. 初音ミク

### ドラマCD
- IDOL舞SHOW エピソードZERO（2020年、安奈あき[14]）

### デジタルコミック
- ジェナダイバージョン3to1（2022年、クリス[15]）
- Dear XXXX（2022年）[16]

### その他コンテンツ
- IDOL舞SHOW（2019年 - 2022年、安奈あき[17]）

## ディスコグラフィ

### キャラクターソング
| 発売日        | 商品名                                                             | 歌                          | 楽曲                                                          | 備考                                             |
| ------------- | ------------------------------------------------------------------ | --------------------------- | ------------------------------------------------------------- | ------------------------------------------------ |
| 2020年1月8日  | カレント・ザナドゥ                                                 | X-UC                        | 「カレント・ザナドゥ」 「Smile×Work!」                        | 『IDOL舞SHOW』関連曲                             |
| 2020年1月8日  | カレント・ザナドゥ 通常盤                                          | NO PRINCESS、三日月眼、X-UC | 「SENRAN!アイドル天下道へ」                                   | 『IDOL舞SHOW』関連曲                             |
| 2020年10月7日 | Papier Mache IDOL                                                  | X-UC                        | 「Papier Mache IDOL」 「Brave Call! 〜& Just Now We come!〜」 | 『IDOL舞SHOW』関連曲                             |
| 2022年6月22日 | YEAH SAY YEAHHH!/無限日本列島LOVE/パステルグレイ                   | X-UC                        | 「パステルグレイ」                                            | 劇場アニメ『劇場版IDOL舞SHOW』エンディングテーマ |
| 2022年6月22日 | YEAH SAY YEAHHH!/無限日本列島LOVE/パステルグレイ @Loppi・HMV限定盤 | NO PRINCESS、三日月眼、X-UC | 「SENRAN! アイドル天下道へ2022」                              | 劇場アニメ『劇場版IDOL舞SHOW』テーマソング       |

### 初出話一覧
1. ↑  第11話初出
2. 1 2  第1話初出
3. ↑  第8話初出
4. 1 2  第2話初出
5. ↑  第14話初出
6. 1 2  第5話初出
7. 1 2  第7話初出
8. ↑  第12話初出
9. ↑  第4話初出

### ユニットメンバー
1. 1 2 3 4  羽美野りさ（諏訪ななか）、猿野さくら（花谷麻妃）、星月小春（豊田萌絵）、掛川こころ（長谷川玲奈）、安奈あき（酒井美沙乃）、百合ヶ丘みさき（鈴木杏奈）、霧野しおり（北原侑奈）、八村かをり（青山桜子）、伊佐山エリナ（二ノ宮ゆい）、清見みさ緒（石飛恵里花）
2. ↑  花園ユイカ（三澤紗千香）、星野しほ（倉知玲鳳）、明瀬亜美（堀内まり菜）、胡桃坂らぶ（阿部寿世）
3. 1 2  綾瀬双葉（木戸衣吹）、若月美鈴（岡咲美保）、金剛寺ゆい（中島由貴）
4. ↑  不破ひかる（Machico）、星野しほ（倉知玲鳳）、明瀬亜美（堀内まり菜）、胡桃坂らぶ（阿部寿世）